# Wielki Gogolin
Wielki Gogolin (także Gogolin Wielki) – jezioro w woj. wielkopolskim, w powiecie złotowskim, w gminie Lipka, leżące na terenie Pojezierza Południowokrajeńskiego.

## Dane morfometryczne
Powierzchnia zwierciadła wody według różnych źródeł wynosi od 18,5 ha przez 18,7 ha do 20,45 ha (lustra wody) lub 21,61 ha (ogólna).
Zwierciadło wody położone jest na wysokości 144,5 m n.p.m. lub 144,0 m n.p.m. Średnia głębokość jeziora wynosi 4,6 m, natomiast głębokość maksymalna 10,2 m.

## Hydronimia
Dane z państwowego rejestru nazw geograficznych podają urzędową nazwę tego jeziora jako: Wielki Gogolin. Według spisu opracowanego przez Komisję Nazw Miejscowości i Obiektów Fizjograficznych (KNMiOF) nazwa tego jeziora to Gogolin Wielki.
Dane z państwowego rejestru nazw geograficznych podają oboczne nazwy tego jeziora: Gogolin, Gogolin Wielki i Jezioro Gogolińskie.